# Jean-Pierre Cenac-Moncaut
Jean Pierre Cenac-Moncaut est un homme politique français né le 13 mars 1766 à Saint-Élix-Theux (Gers) et mort le 1er juillet 1840 à Mirande (Gers).

## Biographie
Magistrat, il est administrateur du district de Mirande puis président de l'administration cantonale de Saint-Sever sous le Directoire. Procureur impérial à Mirande, il est député du Gers en 1815, pendant les Cent-Jours et conseiller général de 1807 à 1833. Il est aussi conseiller municipal de Mirande de 1811 à 1831. Il reste en poste comme magistrat jusqu'à son décès.